# Moïse Bombito
Moïse Bombito Lumpungu (Montréal, 30 marzo 2000) è un calciatore canadese, difensore del Nizza e della nazionale canadese.

## Carriera

### Club
Bombito ha iniziato a giocare a calcio con il CS St-Laurent, inizialmente come attaccante. Quando aveva 18 anni, ha rifiutato l'opportunità di unirsi al St-Hubert in Première Ligue de Soccer du Québec prediligendo un ruolo da titolare in una divisione inferiore. Successivamente ha frequentato il Collège Ahuntsic e ha giocato per la loro squadra di calcio maschile. Negli anni seguenti ha frequentato l'Iowa Western Community College e l'Università del New Hampshire giocando anche in questo caso per le selezioni locali.
Nel 2020 si è unito al St-Hubert dove si è convertito in difensore centrale ed ha esordito nel campionato del Québec. Nel 2022 ha giocato con i Seacoast U. Phantoms in USL League Two dove è stato incluso nel miglior 11 della stagione.
In vista del SuperDraft MLS del 2023 è stato nominato nel gruppo di giocatori di Generation Adidas, permettendogli di entrare nel draft da fuori quota, oltre a firmare un contratto garantito. Al draft, è stato selezionato al primo turno dai Colorado Rapids, primo giocatore dell'Università di New Hampshire a riuscirci. Il 7 maggio, dopo un infortunio che lo ha tenuto fuori per i primi incontri, ha debuttato con la seconda squadra dei Rapids in MLS Next Pro contro il Ventura County. Il 13 maggio successivo ha esordito in MLS contro il Philadelphia Union.

### Nazionale
Il 10 giugno 2023 è stato convocato per la prima volta dal Canada in sostituzione dell'infortunato Derek Cornelius. Il 19 dello stesso mese, è stato incluso nei 23 convocati per la CONCACAF Gold Cup 2023. Esordisce nella competizione (oltreché con la selezione canadese) 9 giorni dopo nel pareggio per 2-2 contro la Guadalupa.

## Statistiche

### Presenze e reti nei club
Statistiche aggiornate al 3 febbraio 2025.
| Stagione               | Squadra                | Campionato             | Campionato | Campionato | Coppe nazionali | Coppe nazionali | Coppe nazionali | Coppe continentali | Coppe continentali | Coppe continentali | Altre coppe | Altre coppe | Altre coppe | Totale | Totale |
| Stagione               | Squadra                | Comp                   | Pres       | Reti       | Comp            | Pres            | Reti            | Comp               | Pres               | Reti               | Comp        | Pres        | Reti        | Pres   | Reti   |
| ---------------------- | ---------------------- | ---------------------- | ---------- | ---------- | --------------- | --------------- | --------------- | ------------------ | ------------------ | ------------------ | ----------- | ----------- | ----------- | ------ | ------ |
| 2020                   | St-Hubert              | PLSQ                   | 7          | 1          |                 | -               | -               |                    | -                  | -                  |             | -           | -           | 7      | 1      |
| 2021                   | St-Hubert              | PLSQ                   | 6          | 2          |                 | -               | -               |                    | -                  | -                  |             | -           | -           | 6      | 2      |
| Totale St-Hubert       | Totale St-Hubert       | Totale St-Hubert       | 13         | 3          |                 | -               | -               |                    | -                  | -                  |             | -           | -           | 13     | 3      |
| 2022                   | Seacoast U. Phantoms   | USL2                   | 13         | 3          |                 | -               | -               |                    | -                  | -                  |             | -           | -           | 13     | 3      |
| 2023                   | Colorado Rapids 2      | MNP                    | 2          | 0          |                 | -               | -               |                    | -                  | -                  |             | -           | -           | 2      | 0      |
| 2023                   | Colorado Rapids        | MLS                    | 11         | 0          | USOC            | 1               | 0               |                    | -                  | -                  | LC          | 2           | 0           | 14     | 0      |
| 2024                   | Colorado Rapids        | MLS                    | 18         | 2          | USOC            | 0               | 0               | -                  | -                  | -                  | LC          | 2           | 0           | 20     | 2      |
| Totale Colorado Rapids | Totale Colorado Rapids | Totale Colorado Rapids | 29         | 2          |                 | 1               | 0               |                    | -                  | -                  |             | 4           | 0           | 34     | 2      |
| 2024-2025              | Nizza                  | L1                     | 16         | 0          | CF              | 2               | 0               | UEL                | 6                  | 0                  |             | -           | -           | 24     | 0      |
| Totale carriera        | Totale carriera        | Totale carriera        | 73         | 8          |                 | 3               | 0               |                    | 6                  | 0                  |             | 4           | 0           | 86     | 8      |

### Cronologia presenze e reti in nazionale
| Cronologia completa delle presenze e delle reti in nazionale ― Canada | Cronologia completa delle presenze e delle reti in nazionale ― Canada | Cronologia completa delle presenze e delle reti in nazionale ― Canada | Cronologia completa delle presenze e delle reti in nazionale ― Canada | Cronologia completa delle presenze e delle reti in nazionale ― Canada | Cronologia completa delle presenze e delle reti in nazionale ― Canada | Cronologia completa delle presenze e delle reti in nazionale ― Canada | Cronologia completa delle presenze e delle reti in nazionale ― Canada |
| Data                                                                  | Città                                                                 | In casa                                                               | Risultato                                                             | Ospiti                                                                | Competizione                                                          | Reti                                                                  | Note                                                                  |
| --------------------------------------------------------------------- | --------------------------------------------------------------------- | --------------------------------------------------------------------- | --------------------------------------------------------------------- | --------------------------------------------------------------------- | --------------------------------------------------------------------- | --------------------------------------------------------------------- | --------------------------------------------------------------------- |
| 27-6-2023                                                             | Toronto                                                               | Canada                                                                | 2 – 2                                                                 | Guadalupa                                                             | Gold Cup 2023 - 1º turno                                              | -                                                                     | 64’                                                                   |
| 1-7-2023                                                              | Houston                                                               | Guatemala                                                             | 0 – 0                                                                 | Canada                                                                | Gold Cup 2023 - 1º turno                                              | -                                                                     | 67’                                                                   |
| 4-7-2023                                                              | Toronto                                                               | Canada                                                                | 4 – 2                                                                 | Cuba                                                                  | Gold Cup 2023 - 1º turno                                              | -                                                                     | 33’                                                                   |
| 9-7-2023                                                              | Cincinnati                                                            | Stati Uniti                                                           | 2 – 2 dts (3 – 2 dtr)                                                 | Canada                                                                | Gold Cup 2023 - Quarti di finale                                      | -                                                                     | 60’                                                                   |
| 6-6-2024                                                              | Rotterdam                                                             | Paesi Bassi                                                           | 4 – 0                                                                 | Canada                                                                | Amichevole                                                            | -                                                                     | 41’                                                                   |
| 9-6-2024                                                              | Bordeaux                                                              | Francia                                                               | 0 – 0                                                                 | Canada                                                                | Amichevole                                                            | -                                                                     |                                                                       |
| 20-6-2024                                                             | Atlanta                                                               | Argentina                                                             | 2 – 0                                                                 | Canada                                                                | Coppa America 2024 - 1º turno                                         | -                                                                     |                                                                       |
| 25-6-2024                                                             | Kansas City                                                           | Perù                                                                  | 0 – 1                                                                 | Canada                                                                | Coppa America 2024 - 1º turno                                         | -                                                                     |                                                                       |
| 29-6-2024                                                             | Orlando                                                               | Canada                                                                | 0 – 0                                                                 | Cile                                                                  | Coppa America 2024 - 1º turno                                         | -                                                                     | 7’                                                                    |
| 5-7-2024                                                              | Arlington                                                             | Venezuela                                                             | 1 – 1 (3 – 4 dtr)                                                     | Canada                                                                | Coppa America 2024 - Quarti di finale                                 | -                                                                     |                                                                       |
| 9-7-2024                                                              | East Rutherford                                                       | Argentina                                                             | 2 – 0                                                                 | Canada                                                                | Coppa America 2024 - Semifinale                                       | -                                                                     |                                                                       |
| 13-7-2024                                                             | Charlotte                                                             | Canada                                                                | 2 – 2 (3 – 4 dtr)                                                     | Uruguay                                                               | Coppa America 2024 - Finale 3º posto                                  | -                                                                     |                                                                       |
| 7-9-2024                                                              | Kansas City                                                           | Stati Uniti                                                           | 1 – 2                                                                 | Canada                                                                | Amichevole                                                            | -                                                                     |                                                                       |
| 10-9-2024                                                             | Arlington                                                             | Messico                                                               | 0 – 0                                                                 | Canada                                                                | Amichevole                                                            | -                                                                     |                                                                       |
| 15-10-2024                                                            | Toronto                                                               | Canada                                                                | 2 – 1                                                                 | Panama                                                                | Amichevole                                                            | -                                                                     |                                                                       |
| 15-11-2024                                                            | Paramaribo                                                            | Suriname                                                              | 0 – 1                                                                 | Canada                                                                | CONCACAF Nations League 2024-2025 - Quarti di finale                  | -                                                                     |                                                                       |
| 19-11-2024                                                            | Toronto                                                               | Canada                                                                | 3 – 0                                                                 | Suriname                                                              | CONCACAF Nations League 2024-2025 - Quarti di finale                  | -                                                                     |                                                                       |
| 20-3-2025                                                             | Inglewood                                                             | Canada                                                                | 0 – 2                                                                 | Messico                                                               | CONCACAF Nations League 2024-2025 - Semifinale                        | -                                                                     | 18’                                                                   |
| 23-3-2025                                                             | Inglewood                                                             | Canada                                                                | 2 – 1                                                                 | Stati Uniti                                                           | CONCACAF Nations League 2024-2025 - Finale 3º posto                   | -                                                                     | 43’                                                                   |
| Totale                                                                |                                                                       | Presenze                                                              | 19                                                                    |                                                                       | Reti                                                                  | 0                                                                     |                                                                       |